# Westliche Dornschrecke
Die Westliche Dornschrecke (Tetrix ceperoi) gehört zur Familie der Dornschrecken (Tetrigidae) in der Ordnung der Kurzfühlerschrecken (Caelifera).

## Merkmale
Die Westliche Dornschrecke ist etwas kleiner als die Säbeldornschrecke (Tetrix subulata). Sie erreicht ohne den „Dorn“ eine Körperlänge von 7 bis 10 Millimeter. Wie bei allen Dornschrecken ist die Färbung äußerst variabel. Bei Weibchen ist eine grün gescheckte Morphe die häufigste, bei Männchen sind schwarze und dunkelbraune Morphen häufiger. Die Färbung wird im Laufe der Entwicklung durch die Färbung des Untergrundes beeinflusst. Der Halsschild hat einen flachen und von der Seite gesehen geraden Rückenkiel. Der Fortsatz des Pronotums („Dorn“) ist länger als das Abdomen und überragt die voll entwickelten Hinterflügel. Die Vorderflügel sind wie bei allen Dornschrecken verkümmert. Die Facettenaugen sind von oben gesehen näher beieinander als bei der Säbeldornschrecke. Das beste Merkmal zur Bestimmung ist der obere Kiel der Hinterschenkel, der kurz vor den Knie nach außen knickt. An diesem Knick finden sich einige Zähnchen, die häufig weiß gefärbt sind.

## Vorkommen
Man findet diese Art vom westlichen Mittelmeerraum bis nach Polen und Tschechien. Die Art bevorzugt offene, feuchte Lebensräume. In Deutschland ist sie insbesondere in feuchten Sandgruben, Kiesgruben, Tongruben, auf Kohlehalden, in Dünentälern und ähnlichen wärmebegünstigten Habitaten zu finden. Die Imagines findet man ab August und nach der Überwinterung (etwa ab März) bis Juni und Juli des darauffolgenden Jahres.

## Lebensweise
Wie viele Dornschreckenarten ernähren sich die Tiere vor allem von Algen, Moosen und Mikroorganismen, daneben aber auch von Gräsern. Bei der Balz nutzen die Tiere visuelle Signale, insbesondere einen kurzen „Handstand“ Zudem erzeugt die Westliche Dornschrecke wie vermutlich alle Tetrix-Arten Vibrationen, die über das Substrat übertragen werden. Die Paarungszeit dauert von April bis Juni. Eier werden in dieser Zeit etwa alle 3–4 Tage abgelegt. Ab Juni findet man Nymphen, die sich bis zum Herbst zur Imago entwickeln und unter Wasser überwintern.